# Nikolaos Zachariadis

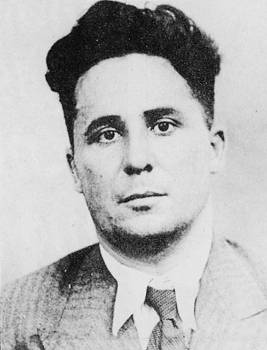
Nikolaos Zachariadis

Nikolaos „Nikos“ Zachariadis (griechisch Νίκολαος «Νίκος» Ζαχαριάδης, * 27. April 1903 in Adrianopolis; † 8. August 1973 in Surgut) war ein griechischer Politiker, langjähriger Generalsekretär der Kommunistischen Partei (KKE) und während des Griechischen Bürgerkrieges 1949 kurzzeitig Chef einer kommunistischen Gegenregierung.

## Politische Laufbahn

### Jugend
Der Sohn eines Angestellten der Tabakmonopolverwaltung des Osmanischen Reiches wurde Seemann auf Schiffen im Schwarzen Meer, wo er bald unter den Einfluss der Ideen der russischen Oktoberrevolution geriet. Kurz darauf absolvierte er ein Studium an der Kommunistischen Universität der Werktätigen des Ostens in Moskau.

### Aufstieg zum Generalsekretär der KKE
1923 wurde er nach Griechenland zurückgesandt, um die Kommunistische Jugend Griechenlands (KNE) aufzubauen. Nach Verhaftung floh er wieder in die Sowjetunion. 1931 wurde er von dort erneut nach Griechenland zurückgesandt und mit dem Wiederaufbau der stark zergliederten Kommunistischen Partei (KKE) (Κομμουνιστικό Κόμμα Ελλάδας) beauftragt. Noch im gleichen Jahr wurde er durch Anweisung von Josef Stalin und der Kommunistischen Internationale (Komintern) Generalsekretär der KKE.

### Metaxas-Diktatur und Zweiter Weltkrieg
Nach dem Beginn der Diktatur von Ioannis Metaxas wurde er im August 1936 durch die Geheimpolizei verhaftet. Aus der Haft heraus verfasste er im Oktober 1940 einen Brief, in dem er alle Griechen aufforderte, sich hinter Metaxas zu vereinigen und gegen die Invasion durch Italien Widerstand zu leisten. Dieser Brief erreichte eine große Öffentlichkeit, wenngleich er in zwei weiteren Briefen linientreu zur Ideologie der Komintern den Krieg zwischen Großbritannien und dem Deutschen Reich als imperialistisch bezeichnete und zu einer Rebellion gegen Metaxas aufrief.
Nach der Besetzung von Griechenland während des Zweiten Weltkrieges durch die deutsche Wehrmacht im April 1941 wurde er in das KZ Dachau überstellt, aus dem er im Mai 1945 befreit wurde.

### Nachkriegszeit und Griechischer Bürgerkrieg
Nach der Rückkehr nach Griechenland übernahm er das Amt des Generalsekretärs der KKE von dem seit Januar 1942 amtierenden Generalsekretär Georgios Siantos.
Im Laufe des Griechischen Bürgerkrieges von Juni 1946 bis zum 9. Oktober 1949 (Ελληνικός εμφύλιος πόλεμος) gelang es ihm zunehmend, seinen Erzrivalen Markos Vafiadis zu entmachten und im November 1948 die Kontrolle über die kommunistisch geprägte Demokratische Armee Griechenlands (Δημοκρατικός Στρατός Ελλάδας), die aus der ELAS hervorging, zu erhalten.
Vom 7. Februar 1949 bis zum 3. April 1949 war er als Nachfolger von Vafiadis Chef der Provisorischen demokratischen Regierung und damit „Ministerpräsident“ einer Gegenregierung zu Themistoklis Sofoulis. Das Amt des „Ministerpräsidenten“ gab er anschließend an Dimitrios Partsalidis ab.

### Niederlage und Entmachtung
Nach der sich abzeichnenden Niederlage der Kommunistischen Bewegung im Bürgerkrieg denunzierte er den bereits im Mai 1947 verstorbenen Siantos als britischen Agenten. Im Oktober 1949 floh er mit der Führung der KKE und der Demokratischen Armee ins Exil in die Staaten des damaligen Ostblocks.
Seine harte Führung der KKE, seine herbe Behandlung von Abweichlern und sein Festhalten an Einheiten der Demokratischen Armee in einem Kriegszustand führten 1955 zu einer Auflehnung der griechischen Exilkommunisten in Taschkent.
Aufgrund der vom neuen Generalsekretär der KPdSU, Nikita Sergejewitsch Chruschtschow, verfolgten Entstalinisierung und der Intervention anderer kommunistischer Partei wurde Zachariadis auf dem 6. Parteitag der KKE im Mai 1956 von seinem Amt als Generalsekretär abgelöst und schließlich im Februar 1957 aus der KKE ausgeschlossen.
Den Rest seines Lebens verbrachte er im Exil, hauptsächlich in Sibirien, zunächst in Jakutien und später in Surgut, wo er 1973 Selbstmord beging. In den 1950er Jahren wohnte er eine Zeit lang in Bukarest, Rumänien.

## Biographische Quellen und Hintergrundinformationen
- Biographie
- Evi Koukouraki: Von den griechischen Befreiungskriegen bis in die Gegenwart: Geschichte des jungen Griechenlands. 2003.
- The Second World War 1940-1945. War, Occupation, Resistance, Liberation. Foundation of the Hellenic World
- Griechenland-Geschichte: Der Zweite Weltkrieg und der Bürgerkrieg (Memento vom 8. Februar 2009 im Internet Archive)

## Weblink
- Homepage der KKE (Englisch)

| Personendaten    | Personendaten                                                                                                |
| ---------------- | --- |
| NAME             | Zachariadis, Nikolaos                                                                                        |
| ALTERNATIVNAMEN  | Zachariadis, Nikos (Spitzname); Ζαχαριάδης, Νίκολαος (griechisch); Ζαχαριάδης, Νίκος (Spitzname, griechisch) |
| KURZBESCHREIBUNG | griechischer Politiker und Ministerpräsident                                                                 |
| GEBURTSDATUM     | 27. April 1903                                                                                               |
| GEBURTSORT       | Adrianopolis                                                                                                 |
| STERBEDATUM      | 8. August 1973                                                                                               |
| STERBEORT        | Surgut |